# سليم آباد (مقاطعة تشالوس)
سليم‌آباد (بالفارسية: سلیم‌آباد) هي قرية تقع في قسم كلارستاق الشرقي الريفي (مقاطعة تشالوس) في إيران. يقدر عدد سكانها بـ 231 نسمة .